# Betreuer (Recht)
Ein Betreuer ist in Deutschland gesetzlicher Vertreter von Volljährigen, die für ihre eigenen Angelegenheiten nicht oder nicht ausreichend sorgen können und damit einer Betreuung bedürfen. Betreuern obliegen zahlreiche Pflichten gegenüber dem Betreuten und dem Betreuungsgericht.

## Arten von Betreuern
Nach ihrer beruflichen Stellung werden unterschieden:
- ehrenamtliche Betreuer, meist Familienangehörige;
- Berufsbetreuer;
- Vereinsbetreuer als Angestellte eines Betreuungsvereins und üblicherweise Juristen oder Sozialpädagogen;
- Behördenbetreuer als Bedienstete der Betreuungsbehörde, früher vor allem im Jugendamt.

Unabhängig von der generellen gesetzlichen Vertretung gibt es Betreuungen für besondere Fälle:
- Verhinderungsbetreuer
- Kontrollbetreuer
- Gegenbetreuer
- Sterilisationsbetreuer

## Einschränkungen der Betreuer
Es wird unter anderem unterschieden in „befreite“ Betreuer und „nicht befreite“ Betreuer.
„Befreite“ Betreuer sind in der Regel enge Familienangehörige (Eltern, Kinder, Enkelkinder, Großeltern, Geschwister, Ehegatten), außerdem Vereins- und Behördenbetreuer. Diese sind von einigen Aufsichtsmaßnahmen des Gerichtes befreit.
Sie dürfen über die finanziellen Mittel des Betreuten weitgehend, hauptsächlich für Alltagsobligenheiten, ohne gerichtliche Beteiligung verfügen. Sie sind darüber jedoch dem Betreuungsgericht jährlich rechenschaftspflichtig. Ob ein Betreuer „befreit“ ist oder nicht ergibt sich aus § 1859 Abs. 2 BGB.